# Žichovice (nádraží)
Žichovice jsou železniční stanice v západní části obce Žichovice v okrese Klatovy v Plzeňském kraji nedaleko řeky Otavy. Leží na jednokolejné neelektrizované trati Horažďovice předměstí–Domažlice. Stanice slouží také k obsluze nedalekého města Rabí.

## Historie
Stanice byla vybudována státní společností Českomoravská transverzální dráha (BMTB), jež usilovala o dostavbu traťového koridoru propojujícího již existující železnice v ose od západních Čech po Trenčianskou Teplou. Dne 1. října 1888 byl zahájen pravidelný provoz v úseku z Klatov do Horažďovice předměstí, kde se napojila na trať společnosti Dráhy císaře Františka Josefa (KFJB) spojující Vídeň, České Budějovice a Plzeň. Vzhled budovy byl vytvořen dle typizovaného architektonického vzoru shodného pro všechna nádraží v majetku BMTB. V areálu nádraží bylo vystavěno též nákladové nádraží či bytové domy pro drážní zaměstnance.
Českomoravská transverzální dráha byla roku 1918 začleněna do sítě ČSD.

## Popis
Nacházejí se zde dvě nekrytá úrovňová jednostranná nástupiště, k příchodu k vlakům slouží přechody přes koleje.